# Kassi (Urvaste)
Kassi – wieś w Estonii, w prowincji Võru, w gminie Urvaste.